# Labretonie
Labretonie – miejscowość i gmina we Francji, w regionie Nowa Akwitania, w departamencie Lot i Garonna.
Według danych na rok 1990 gminę zamieszkiwało 169 osób, a gęstość zaludnienia wynosiła 14 osób/km² (wśród 2290 gmin Akwitanii Labretonie plasuje się na 1008 miejscu pod względem liczby ludności, natomiast pod względem powierzchni na miejscu 929).